# Vici Properties
Die Vici Properties ist ein auf Casino-Immobilien spezialisierter Real-Estate-Investment-Trust (REIT) mit Hauptsitz in New York City. Es wurde 2017 als Spin-off der Caesars Entertainment Corporation im Rahmen der Insolvenzsanierung gegründet. Es besitzt 53 Casinos, Hotels, Rennstrecken und 4 Golfplätze in den Vereinigten Staaten und Kanada.

## Geschichte
Das Unternehmen entstand am 15. Januar 2015, als die Tochtergesellschaft des Casinobetreibers Caesars Entertainment Corporation, Caesars Entertainment Operating Company, Inc., aufgrund von Schulden von mehr als 10 Milliarden US-Dollar Insolvenz anmelden musste. Allerdings zwangen die Investoren die Muttergesellschaft, die Schuld auf sich zu nehmen, um ihre Schulden einzutreiben. Caesars schlug vor, das Unternehmen in zwei Unternehmen umzuwandeln, einen REIT, der die Casinos besitzt, und ein Unternehmen, das sie betreibt, um durch für REITs günstige Steuerregeln maximale Dividenden für Investoren und Gläubiger bereitzustellen. Mehrere Mitglieder des US-Kongresses. Sie kritisierten dies und argumentierten, dass es sich um einen Missbrauch der REIT-Gesetze handele. Sie forderten außerdem, dass der US-Finanzminister Jack Lew und der US-amerikanische Internal Revenue Service (IRS) handeln, aber das war nichts. Vici Properties wurde am 6. Oktober 2017 offiziell gegründet und besaß zu diesem Zeitpunkt 19 Casinos, vier Golfplätze und eine Reitarena, die alle für eine jährliche Miete von 630 Millionen US-Dollar an Caesars verpachtet wurden. Im Dezember erwarb Vici Harrah’s Las Vegas Casino für 1,14 Milliarden US-Dollar von Caesars, mietete es aber sofort für 87,4 Millionen US-Dollar pro Jahr zurück. Im Januar 2018 unterbreitete ihnen der Konkurrent MGM Growth Properties ein Angebot im Wert von bis zu 5,85 Milliarden US-Dollar, ein Angebot, das von Vici abgelehnt wurde.